# Tramwaje w Kilonii
Tramwaje w Kilonii – zlikwidowany i planowany do ponownej budowy system komunikacji tramwajowej w niemieckim mieście Kilonia.
System tramwaju konnego o rozstawie szyn wynoszącym 1100 mm otwarto 8 lipca 1881 r. W 1896 r. zelektryfikowano sieć i kontynuowano jej rozbudowę o nowe trasy, dzięki czemu do 1918 r. powstała 40-kilometrowa sieć, którą obsługiwało 129 wagonów motorowych i 29 doczepnych. Z powodu kryzysu naftowego w 1977 r. podjęto decyzję o likwidacji tramwajów. Ostatnim dniem kursowania tramwajów był 4 maja 1985 r., po czym przystąpiono do fizycznej likwidacji sieci.
Sukces uruchomienia w 1992 r. tramwaju dwusytemowego w Karlsruhe skłonił władze Kilonii do rozpoczęcia prac nad koncepcją takiej sieci. W 1998 r. zaprezentowano studium planistyczne, ale nie uzyskano zgody pobliskich samorządów. W 2015 r. władze miasta przedstawiły projekt linii łączącej Kilonię z Schönkirchen, ale zarzucono koncepcję po krytyce sąsiednich gmin.
W następnych latach analizowano budowę klasycznego tramwaju na terenie wyłącznie miasta Kilonii. Po analizach odrzucono system BRT jako nieopłacalny i 26 października 2022 r. rada miasta opowiedziała się za realizacją budowy komunikacji tramwajowej, której sieć miałaby mieć 36 km długości z rozstawem normalnotorowym, obsługując cztery linie za pomocą 46 tramwajów, przy czym oddanie podzielonej na trzy etapy inwestycji zaplanowano na lata 2034-2039.